# Asmarino
Asmarino або Asmarino Independent Media — новинний вебсайт еритрейської діаспори, створений у 1997 році.

## Історія
Asmarino був створений у 1997 році Тесфаледетом, еритрейським біженцем, що проживає в США, після візиту до Еритреї, під час якого йому не вдалося переконати чиновників у своїх пропозиціях щодо розвитку інтернету в Еритреї. До 2010-х років вебсайт був широко відомий як основний новинний сайт еритрейської діаспори.

## Точки зору
Контент Asmarino, як правило, критикує еритрейський уряд, виступаючи в ролі «аналога еритрейської держави».

## Репресії
У 2011 році одна з авторок Asmarino, Мерон Естефанос, отримала від Тедроса Ісаака погрозу перерізати їй горло, якщо вона продовжить писати про його брата Давіта Ісаака, який на той час був ув'язнений на десять років без пред'явлення звинувачень і суду.